# アルフォンス・コラ
アルフォンス・コラ（ Alphonse-Victor Colas、1818年9月25日 - 1887年7月11日）は、フランスの画家である。肖像画や風景画を描いた。リールの美術学校の教授も務めた。

## 略歴
ベルギーとの国境の街、リールの徴税吏の息子に生まれた。1834年にリールの美術学校(École des beaux-arts de Lille)に入学し、1838年からは宗教画や肖像画が専門のフランソワ・スション(François Souchon: 1787-1857)がこの学校の校長になり、スションの学生になった。
1842年に宗教的主題を描いた作品でローマ留学の奨学金を取得し、リール市がローマに所有する芸術家の留学滞在施設であるアトリエ・ウィカール(Atelier Wicar: 画家のジャン＝バティスト・ウィカールが遺贈）に滞在し、1843年から1848年までイタリア各地を旅し巨匠たちの作品を研究した。
リールに戻った後、1850年に公証人の娘と結婚し、その後 3人の息子と2人の娘が生まれた。
1856年にリールの美術学校の教授になった。 アルフォンス・コラに学んだ学生には、アルフレッド・アガッシュやエドガー・ブートリー、レオン・コメール、アルベール・ダルクらがいる。
肖像画も描いたが、北フランスで著名な宗教画家の一人となり、リール、ドゥエー、ルーベなどフランスの北部地域のいくつかの教会の宗教画を描いた。作品はリール宮殿美術館などに収蔵されている。
リールで68歳で死去した。

## 作品

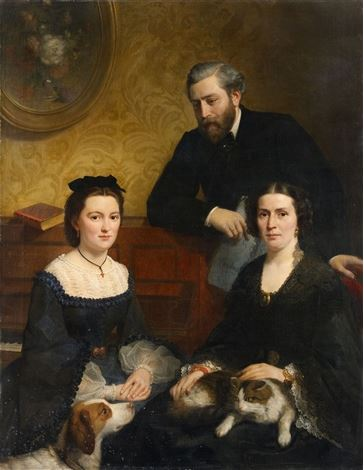
音楽家ラヴォー(Lavaud)と家族の肖像画 (1862)
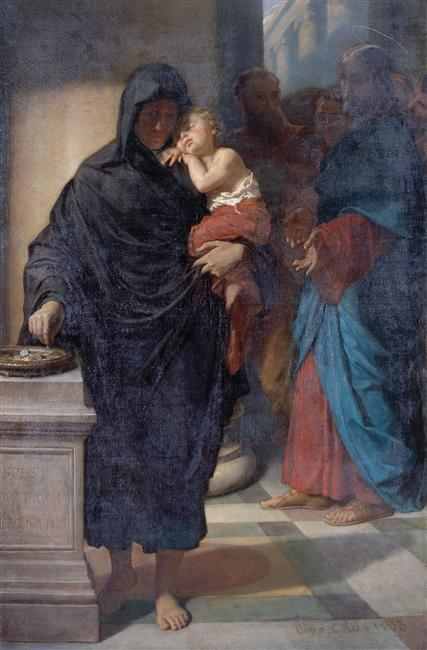
聖書の主題による作品(Le denier de la veuve)
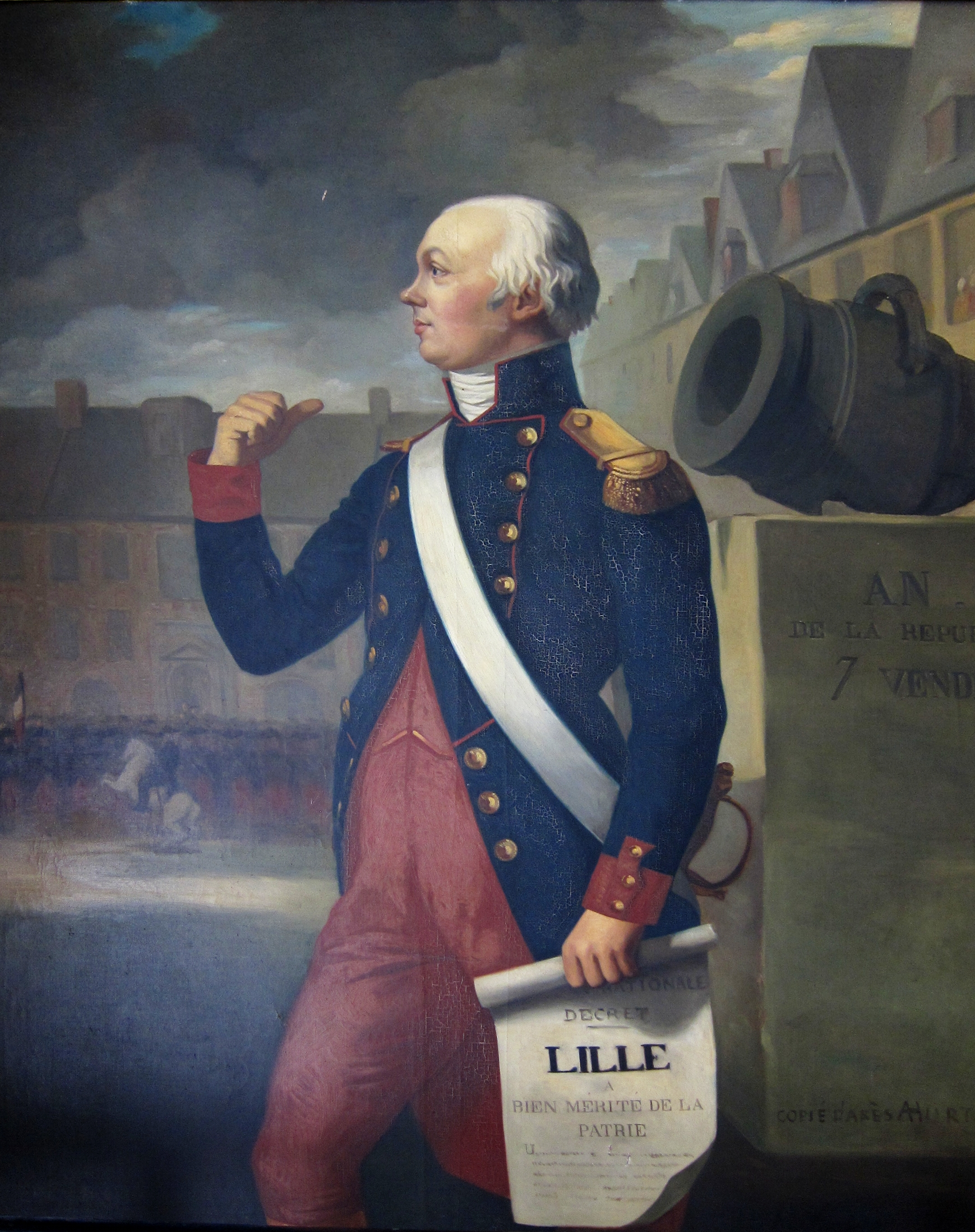
Charlemagne Ovigneur（ナポレオン戦争時の軍人）
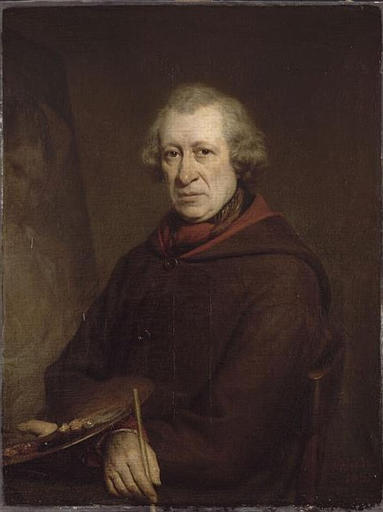
フランソワ・スション(画家)の肖像画

## アルフォンス・コラに学んだ学生
- ブノワ・ボーデンディーク (1834-1887)
- アルフレッド・アガッシュ (1843-1915)
- アルベール・ダルク (1848-1895)
- Pharaon de Winter (1849-1924)
- レオン・コメール (1850-1916)
- Joseph-Emmanuel Van Driesten (1853-1923)
- アンリ＝エドモン・クロス (1856-1910)
- エドガー・ブートリー (1857-1939)
- Gaston Thys (1863-1893)
- エミール・アンスレ (1865-1951)